# Ruth Landes
Ruth Landes est une anthropologue américaine élève de Ruth Benedict, née le 8 octobre 1908 à New York et morte le 11 février 1991 à Hamilton dans l'Ontario au Canada.
Elle est surtout connue pour son étude des mouvements religieux afro-brésiliens à Bahia, décrits dans son livre City of Women (La cité des femmes).

## Biographie
Ruth Schlossberg est une fille d'immigrants juifs, originaires d'Ukraine et de Biélorussie,. Son père, Joseph Schlossberg, est le fondateur, et pendant de nombreuses années, le secrétaire du Syndicat unifié des travailleurs de l'habillement, the Amalgamated Clothing Workers of America (ACWA).
Elle se forme en sociologie à l'université de New York, à partir de 1928. Ses premiers travaux concernent la sociologie religieuse, autour des Noirs juifs de Harlem et du mouvement de Marcus Garvey. Elle rentre à l'université Columbia pour son doctorat en anthropologie dirigé par Ruth Benedict, dans le département de Franz Boas, soutenu en 1935. Son étude de terrain et sa thèse sont centrés sur les Ojibwés, une grande nation amérindienne, du centre-nord des États-Unis, puis elle fait des recherches sur les Santee Dakota et les Potawatomis du Kansas (Prairie Band Potawatomi).
En 1938—1939, elle part au Brésil. Après quelques mois à Rio de Janeiro où elle apprend le portugais et prend des contacts, elle se dirige vers Salvador (Bahia) où elle étudie les organisations religieuses afro-brésiliennes, principalement les Candomblés dirigés (le plus souvent) par des femmes. Ce travail de recherche donne lieu à son œuvre la plus connue, The City of Women, qui devient une référence.
Elle revient aux États-Unis en 1939, et s'y consacre notamment aux immigrants latino-américains, puis au bilinguisme et au biculturisme.

## Œuvres

### Monographies
- (en) Ruth Landes, Ojibwa Sociology, Columbia U.P., 1937.
- (en) Ruth Landes, The Ojibwa Woman, Columbia U.P., 1938, 247 p. (ISBN 0-8032-7969-8, lire en ligne). Réédité en 1969 par AMS Press.
- (en) Ruth Landes, The City of Women, Albuquerque, Macmillan, 1947, 251 p. (ISBN 0-8263-1556-9, lire en ligne). Traduit en portugais en 1967 (A cidade das mulheres). Réédité en 1994.
- (en) Ruth Landes, Culture in American Education : Anthropological Approaches to Minority and Dominant Groups in the Schools, New Yorkéditeur=John Wiley & sons, 1965.
- Latin Americans of the Southwest (1965)
- (en) Ruth Landes, The Mystic Lake Sioux : Sociology of the Mdewakantonwan Sioux, U. of Wisconsin Press, 1968.
- (en) Ruth Landes, Ojibwa Religion and the Midewiwin, U. of Wisconsin Press, 1968.
- (en) Ruth Landes, The Prairie Potawatomi : Tradition and Ritual in the Twentieth Century, U. of Wisconsin Press, 1970.

### Articles et chapitres
- (en) Ruth Landes, « The Personality of the Ojibwa », Journal of Personality, vol. 6, no 1,‎ 1937, p. 51-60.
- (en) Ruth Landes, « A Cult Matriarchate and Male Homosexuality », The Journal of Abnormal and Social Psychology, no 35,‎ 1940, p. 386-397. Reproduit dans Vibrant (Visual Brazilian Anthropology).
- (en) Ruth Landes, « Fetish worship in Brazil », Journal of American Folklore, no 53,‎ 1940, p. 261–270.
- (en) Ruth Landes et Mark Zborowski, « Hypotheses concerning the Eastern European Jewish family », Psychiatry: Journal for the Study of Interpersonal Processes, vol. 13,‎ 1950, p. 447-464.
- (en) Ruth Landes, « Negro Slavery and Female Status », Mémoires de l'IFAN, Dakar, Institut Français d'Afrique Noire, no 27 « Les Afro-américains »,‎ 1953.
- (en) Ruth Landes, « Negro Jews in Harlem », Jewish Journal of Sociology,‎ 1967.
- (en) Ruth Landes, « A Woman Anthropologist in Brazil », dans Peggy Golde (org.), Women in the field, anthropological experience, Chicago, Aldine publishing, 1970, p. 119-139 (réédité 1986).